# Apanteles corvinus
Apanteles corvinus är en stekelart som beskrevs av Henry J. Reinhard 1880. Apanteles corvinus ingår i släktet Apanteles och familjen bracksteklar. Arten är reproducerande i Sverige. Inga underarter finns listade i Catalogue of Life.